# Shiye, Chongqing
Shiye (kinesiska: 石耶) är en köping i sydvästra Kina. Den ligger i häradet Xiushan i storstadsområdet Chongqing,  omkring 270 kilometer sydost om det centrala stadsdistriktet Yuzhong. Antalet invånare är 9 069. Befolkningen består av 4 463 kvinnor och 4 606 män. Barn under 15 år utgör 22,0 %, vuxna 15-64 år 66 %, och äldre över 65 år 10,0 %.